# مسعود علی‌محمدی
مسعود علی‌محمدی (۳ شهریور ۱۳۳۸ – ۲۲ دی ۱۳۸۸) استاد فیزیک دانشگاه تهران بود.

## پیشینه علمی
او مدرک کارشناسی را از دانشگاه شیراز (۱۳۶۴) و کارشناسی ارشد (۱۳۶۷) و دکترای فیزیک با گرایش ذرات بنیادی را از دانشگاه صنعتی شریف در سال ۱۳۷۱ کسب کرد. او از دانشجویان نخستین دوره دکترای فیزیک در داخل ایران بود و نخستین شخصی است که در ایران دکترای خود را در فیزیک دریافت نموده‌است. او ده‌ها مقاله ISI منتشر نمود. او همچنین به همراه وحید کریمی پور اولین دانشجویان پسادکترا در پژوهشگاه دانش‌های بنیادی بودند.
تخصص اصلی او ذرات بنیادی، انرژی‌های بالا و کیهان‌شناسی بوده‌است. وی با پژوهشگاه دانشهای بنیادی (مرکز تحقیقات فیزیک نظری و ریاضیات) نیز طی سال‌های ۱۳۷۶ تا ۱۳۸۰ همکاری داشت.
از جمله درس‌های ارائه شده توسط وی می‌توان به مکانیک کوانتومی و الکترومغناطیس، مکانیک آماری، ذرات بنیادی و نظریه میدان‌های کوانتمی اشاره کرد. علی‌محمدی، یکی از برگزیدگان جشنواره بین‌المللی خوارزمی در سال 13۸۶ بود و در پژوهش‌های بنیادی رتبه دوم را کسب کرد.
وی از سال ۱۳۷۴ در دانشکده فیزیک دانشگاه تهران مشغول به تدریس بود و عضو هیئت علمی و ممیزه این دانشگاه بود. وی همچنین در مقاطع مختلف تحصیلی شاخه فیزیک در تربیت معلم، به عنوان استاد راهنما و مشاور در پروژه‌های پایان‌نامه‌های مرتبط با علوم فیزیکی، به فعالیت مشغول بوده.
روابط عمومی سازمان بسیج مستضعفین در پیام تسلیتی که به جهت ترور مسعود علی‌محمدی منتشر کرده، مدعی شد که مسعود علی‌محمدی در دانشگاه مالک اشتر و دانشگاه امام حسین نیز تدریس می‌کرده‌است. محمد سهیمی مدعی شده‌است که او در این دانشگاه تدریس نمی‌کرده‌است. وبگاه تابناک نیز همکاری وی با نهادهای نظامی را تنها در دوره جنگ ایران و عراق تأیید می‌کند.

## دیدگاه‌های اجتماعی و سیاسی
او در آخرین هفته زندگی‌اش تریبون آزادی در دانشگاه خود برای بحث دربارهٔ مسائل اخیری که در کشور اتفاق افتاده‌است برپا کرد.
مسعود علی‌محمدی استادی بود که در اعتراض به حمله نیروی انتظامی و لباس شخصی‌ها به کوی دانشگاه در شب ۲۴ خرداد، نامه‌ای به فرهاد رهبر رئیس دانشگاه تهران نوشت و امضاهای استادان دیگر را نیز خود وی جمع‌آوری کرد. تصویر این نامه نیز در وبگاه جرس منتشر شد. همسر وی نیز این نامه را تأیید می‌کند.
علی‌محمدی از جمله دویست و چهل تن استادان دانشگاه تهران و دانشگاه علوم پزشکی تهران بوده‌است که در آستانه انتخابات دهمین دوره ریاست جمهوری، با صدور بیانیه‌ای از میرحسین موسوی حمایت کردند. وبسایت خبرنامه دانشجویان ایران عنوان کرده که وی از امضای نامه اعتراضی به رفتار حکومت در برخورد با هواداران جنبش سبز در حوادث روز عاشورای ۱۳۸۸، خودداری ورزیده‌است.
وی هفته قبل از ترور در دانشگاه تهران در یک مناظره شرکت کرده و در آن‌جا به دلیل حمایت‌هایش از جنبش سبز و میرحسین موسوی با حملات لفظی بسیجیان مواجه شدند. در تیر ماه نیز علی محمدی به همراه بیش از ۷۰ تن دیگر از استادان دانشگاه‌های تهران به دیدار میرحسین موسوی رفته بودند. این عده پس از پایان دیدار با موسوی بازداشت و پس از بازجویی از سوی اداره اطلاعات سپاه محمد رسول‌الله آزاد شدند.
وی هفته قبل از ترور، در دانشگاه تهران جلسه مناظره‌ای را برگزار کرد که قرار بود هر سه‌شنبه برگزار شود. به گفته همسرش معصومه کرمی، «دلیلش هم این بود که وضعیت دانشگاه به شدت به هم ریخته بود. همسرم از این وضعیت به شدت ناراحت بود و می‌گفت که بچه‌ها به جان هم افتاده‌اند … با زد و خورد و درگیری و تندروی به جایی نمی‌رسیم. همیشه می‌گفت با اعتدال و قدم و به قدم باید جلو رفت و با خشونت و تندروی در هیچ حکومتی، راه به جایی نمی‌بریم … وقتی به خانه آمد بسیار از این جلسه مناظره راضی بود و می‌گفت جلسه بسیار خوبی بود و اگر تکرار شود در دانشگاه تهران و حداقل در گروه خود من، یعنی گروه فیزیک، می‌توانم بچه‌ها را آرام کنم.»

## ارتباط با برنامه هسته‌ای ایران
همزمان با انتشار خبر ترور این استاد دانشگاه، رسانه‌های حکومتی ایران علی‌محمدی را «دانشمند هسته‌ای» معرفی کردند و برخی از خبرگزاری‌ها ادعا کردند علی‌محمدی یکی از دانشمندان ارشد فناوری هسته‌ای ایران بوده‌است علی لاریجانی رئیس مجلس ایران فردای ترور علی‌محمدی مدعی شد وی فیزیکدان اتمی و دانشمند هسته‌ای بوده‌است. وی ترور علی‌محمدی را به سیا و اسرائیل نسبت داد و آن را در چارچوب پرونده هسته‌ای ایران تحلیل کرد.
سازمان انرژی اتمی ایران در همان زمان با انتشار بیانیه‌ای هر نوع رابطهٔ استخدامی علی‌محمدی با آن مجموعه را تکذیب کرد. احمد شیرزاد، نماینده مجلس ششم شورای اسلامی و استاد فیزیک که دوست وی بود نیز در زندگی‌نامه‌ای که از وی نوشت، فعالیت‌های علمی وی را بی‌ارتباط به فناوری هسته‌ای دانست. استادان دانشکده فیزیک دانشگاه تهران در بیانیه خود اعلام کردند «مسعود علی‌محمدی استاد دانشکده فیزیک دانشگاه تهران در رشتهٔ فیزیک نظری بوده‌اند. ایشان تحقیقات برجسته‌ای در زمینهٔ کیهان‌شناسی نظری دارند و انتساب ایشان به فعالیت‌های غیر مرتبط با رشته تخصصی ایشان مورد تأیید نیست.»
مئیر جاودانفر، ایرانی-اسرائیلی و کارشناس امور خاورمیانه و الکساندر رئوتوف خبرنگار روزنامه روسی کامرسانت عنوان کرده‌اند که علی‌محمدی در توسعه برنامه هسته‌ای ایران شرکت داشته‌است و بر همین اساس نیز از امکان ترور وی توسط سازمان مجاهدین خلق، نیروهای اطلاعاتی آمریکا یا اسرائیل سخن می‌گویند و آن را با مرگ مشکوک اردشیر حسن‌پور متخصص مرکز هسته‌ای اصفهان در سال ۲۰۰۷ و ناپدید شدن علی‌رضا عسگری در سال ۲۰۰۷ و شهرام امیری متخصص فیزیک هسته‌ای در سال ۲۰۰۹ مقایسه می‌کنند.
به گزارش روزآنلاین نوشته فرشته قاضی، منصوره کرمی گفته دولت ایران به او گفته‌است که همسرش از دانشمندان هسته‌ای بوده‌است و یکسری مسائل سری بوده.

## ادعای ترور علی‌محمدی
بمب در قیطریه تهران در ساعت ۷:۳۰ صبح روز سه‌شنبه ۲۲ دی ۱۳۸۸ به خودروی وی در حیاط منزلش متصل شده بود. علیمحمدی سوار خودروی خود شد. وی وقتی خودروی خود را روشن کرد خودروی او منفجر و او کشته شد، دو فرد دیگر زخمی شدند و خساراتی به ساختمان مجاور وارد شد.

### واکنش‌ها
- رامین مهمان‌پرست، سخنگوی وزارت امور خارجه ایران مدعی وجود شواهدی مبنی بر دخالت و نقش آمریکا، اسرائیل و مخالفان نظام جمهوری اسلامی در این ترور شد.[۲۳][۲۴]
- ظهر همان روز خبرگزاری فارس در خبری پذیرش مسؤولیت این ترور را منتسب به گروه «انجمن پادشاهی ایران» کرد، اما پس از چند ساعت خبرنامه گویا اطلاعیه‌ای از سوی وبگاه تندر متعلق به انجمن پادشاهی ایران منتشر کرد که در آن مسئول این ترور «سازمان‌های اطلاعاتی حکومت» معرفی شده‌است. در این اطلاعیه ضمن تکذیب ادعای خبرگزاری فارس آمده‌است: «توطئه جدید سازمان اطلاعات جمهوری اسلامی علیه تندر و انجمن پادشاهی ایران شبیه‌سازی و انتشار اخبار کذب است» و انجمن پادشاهی ایران چند مورد از مشابه‌سازی سایت‌های خود از سوی وزارت اطلاعات ایران را تشریح کرد و هدف از آن را «به دام انداختن فریب خوردگان» دانست.[۲۵][۲۶]
- وزارت علوم، تحقیقات و فناوری با صدور اطلاعیه‌ای ضمن ابراز تأسف از حادثه مشکوک انفجار، درگذشت وی را به خانواده مسعود علی‌محمدی و جامعه دانشگاهی تسلیت گفت.[۲۳]
- شاگردانِ علی‌محمدی (دانش آموختگان دوره لیسانس و فوق لیسانس دانشکده فیزیک دانشگاه تهران) محصل در دوره دکتری فیزیک خارج از کشور از دانشگاه‌های مختلف دنیا [آمریکا، کانادا، اروپا، استرالیا و آسیای دور] با صدور بیانیهٔ مشترکی ضمن محکوم کردن این ترور اعلام کردند: «جای بسی تأسف و حسرت که سرانجامِ عمری پژوهش و تدریس، آن هم در شاخه‌ای از علم چون فیزیک تئوری که در مرزهای دانش بشری و مستلزم سالیان دراز تلاش و جدیت و مسلماً استعداد ذاتی است، در کشور ما چنین دردناک است. البته که فهم عمق این فاجعه برای کوته‌فکران، مغرضان و طمع‌ورزان بسیار دشوار و ناممکن است.» در این بیانیه همچنین آمده‌است: «علاوه بر خباثت، دنائت و جهالت عاملان این عمل شوُم و غیرانسانی که بر هیچ‌کس پوشیده نیست، بدون تردید شرایط متشنج کنونی کشور که منجر به وارد آمدن چنین ضایعه عظیمی به جامعه علمی کشور شده‌است در عملی شدن این نقشه پلید بی‌تاثیر نبوده‌است.»[۲۷][۲۸]
- سید علی خامنه‌ای بیانیه‌ای صادر کرد که در آن آمده‌است: «دست جنایتکاری که این ضایعه را آفرید، انگیزه دشمنان جمهوری اسلامی را که ضربه زدن به حرکت و جهاد علمی کشور است افشاء و برملا کرد.»[۲۹]
- هاشمی رفسنجانی، رئیس مجلس خبرگان رهبری و مجمع تشخیص مصلحت نظام در پی این ترور، پیام تسلیتی صادر کرد. در بخشی از این پیام «ترور ناجوان‌مردانه» این دانشمند، نشان از «آغاز خط تازه توطئه» دانسته شد.[۳۰][۳۱]
- میرحسین موسوی، از رهبران جنبش سبز در پیامی، مسعود علی محمدی را استاد سبز دانشگاه تهران خواند و مرگ وی را تسلیت گفت.[۳۲] وی در این پیام درگذشت مسعود علی‌محمدی را خطاب به «ملت شریف ایران، دانشگاهیان و خانواده محترم آن شهید بزرگوار» تسلیت گفت. در بخشی از این پیام آمده بود: «کشته شدن مظلومانه دانشمند برجسته فیزیک و استاد دانشگاه تهران مسعود علی‌محمدی بازگوی این حقیقت تلخ است که دشمنان ملت ایران برای تحقق منافع خود، قصد دارند از شرایط بحرانی سود ببرند و مسلماً این اقدام جنایتکارانه بخشی از طرح وسیعی است که ضرورت دارد همگان فارغ از تمایلات سیاسی، برای کشف ابعاد دیگر آن به مراقبت و تأمل بپردازند.»[۳۳]
- ۱۱۰ نفر از استادان دانشگاهی جهان، با ارسال نامه‌ای به سازمان‌های مدافع حقوق بشر، خواستار پیگیری مستقل این سازمان‌ها در ارتباط با ترور علی محمدی شدند و به خشونت در فضای دانشگاه علیه دانشجویان و استادان ایرانی اعتراض کردند.[۳۴]
- محمود احمدی‌نژاد در طی مراسم افتتاحیه دومین جشنواره ملی نوآوری و شکوفایی، ضمن ملاقات با همسر و فرزندان علی‌محمدی، لوح یادبودی را به پاس قدردانی از زحمات مسعود علی‌محمدی به آنان اهدا کرد.[۳۵]

## مراسم تشییع
علی‌محمدی پنجشنبه ۲۴ دی ۱۳۸۸ با تدابیر امنیتی به خاک سپرده شد. پلیس‌های موتور سوار و مأمورین لباس شخصی و بسیج در این مراسم حضور داشتند. تعدادی از تشیع کنندگان با حمل نمادهای سبز در این مراسم شرکت کردند. همچنین ۳ خبرنگار و عکاس نیز در این مراسم بازداشت شده و بعد از اخذ کارت خبرنگاری از آن‌ها آزاد شدند.
احمد شیرزاد در مشاهدات خود از مراسم می‌گوید: تابوت را از آمبولانس پیاده کردند و به داخل منزل بردند و شعارهای مخصوص را آغاز کردند. به شدت اطراف تابوت را در کنترل داشتند و اجازه نمی‌دادند از فامیل و آشنایان کسی زیر تابوت برود. معمولاً در تشییع جنازه‌ها در ایران رسم است که شعارهای عام مذهبی از قبیل لا اله الا الله و محمدا رسول‌الله می‌دهند. شعارهای غالب اما در این برنامه شعارهایی از قبیل مرگ بر اسراییل، مرگ بر منافق، این گل پرپر شده هدیه به رهبر شده، و امثال این‌ها بود… جمع چند صد نفره‌ای از دانشجویان دانشگاه تهران، به خصوص بچه‌های گروه فیزیک، عکسی از علی‌محمدی را در جلو گرفته بودند؛ و با سکوت به دنبال آن حرکت می‌کردند. تنها گاهگاهی صلوات می‌فرستادند. آن‌ها به تدریج بین خودشان با گروه تشیع کنندگان حکومتی فاصله ایجاد کردند و صف خودشان را از برنامه از پیش تعیین شده جدا کردند. به تدریج که تشیع کنندگان متوجه این جمع شدند به آن‌ها پیوستند و از صف برنامه رسمی برادران جدا شدند. صحنه جالبی بود. آقایان در آن جلو یکدفعه دورشان را خلوت دیدند. خودشان بودند و خودشان. یکی دو نفرشان با خشونت آمدند تا پوستری را که در جلوی صف دانشجویان در دست آنان بود از آنان بگیرند که با مقاومت جمع مواجه شدند… دوستان و دانشجویان مسعود از خواندن نماز بر پیکر او و شرکت در مراسم خاکسپاری عملاً محروم بودند. آن‌ها همه این مراسم را آن طور که میلشان بود انجام دادند. هنگام خاکسپاری در ورودی امامزاده بسته بود و ما از پشت شبکه آجری دیوارهای اطراف امامزاده گوشه‌هایی از مراسم را می‌دیدیم.
در نامه استادان فیزیک دانشگاه تهران آمده‌است: در مراسم تشییع جنازه، عده‌ای به استادان و دانشجویان حاضر در مراسم حمله و هتک حرمت کردند که با هوشیاری و اقدام به موقع مسئولان دانشگاه از جمله فرهاد رهبر، رئیس دانشگاه تهران، جوانب موضوع تحت کنترل درآمد و از گسترده شدن ماجرا جلوگیری شد.

## دستگیری و اعدام متهم به بمب‌گذاری
در ۲۰ آذر ۱۳۸۹ وزارت اطلاعات جمهوری اسلامی ایران ادعا کرد موفق به دستگیری عامل این بمب‌گذاری شده‌است. در همین ارتباط اعترافات تلویزیونی فردی به نام «مجید جمالی فشی» از صدا و سیمای ایران پخش گردید. در این مصاحبه فرد یادشده علیه خود اعترافاتی می‌کند و ادعا می‌کند که آموزش‌های مورد نیاز برای این ترور را در سفری به اسرائیل و دوره‌هایی را زیر نظر مأمورین موساد دیده‌است. وی در بخش دیگری از اعترافات تلویزیونی، مدعی می‌شود که در پادگانی نظامی در جوار اتوبان تل‌آویو اورشلیم به وی آموزش‌هایی نظیر «تعقیب و گریز، تعقیب ماشین، جمع‌آوری اطلاعات از یک محل خاص و چسباندن بمب به زیر ماشین» داده شده‌است. مجید جمالی فشی که یکی از اعضای تیم ملی پانکریشن ایران بوده و در مسابقات ۲۰۰۹ باکو مدال برنز دریافت کرده بود در تاریخ ۲۵ اردیبهشت ۱۳۹۱خورشیدی، در زندان اوین تهران، به دار آویخته شد. مجید جمالی فشی متولد ۱۳۵۸ بود.
برخی از تحلیل‌گران امور امنیتی اسرائیل در رسانه‌های آن کشور، با بررسی جزئیات اعترافات تلویزیونی «مجید جمالی فش»، اظهارات او را رد کرده‌اند. ماجرای نمایش پاسپورت جعلی اسراییلی جمالی فشی در تلویزیون ایران نیز بر این شبهات دامن زد. همسر مسعود علی‌محمدی نیز حدود شش ماه پس از اعدام جمالی فشی گفت: پرونده قتل مسعود هنوز مختومه نشده و در حال پیگیری است. بسیاری از افرادی که در شهادت مسعود مقصر بودند هنوز محاکمه نشده‌اند و به‌طور واضح گزارش آن داده نشده‌است. شهریور ماه بود که آخرین پیگیری‌های پرونده مسعود را به ما گزارش دادند. فیلمی برای ما آورده‌اند و در آن کسانی که در این کار دخیل بودند را نشان دادند اما هنوز بررسی نشده‌است.
به دنبال پخش اعترافات مجید جمالی فشی، در تلویزیون ایران مجله تایم نوشت: «وزارت اطلاعات ایران، یک تیم را که توسط موساد مجهز شده و آموزش داده شده‌است را نابود کرده‌است. مقامات اطلاعاتی غربی، تأیید نمودند که جزئیات اعتراف مجید جمالی فشی در مورد ترور واقع شده در ژانویه ۲۰۱۰ که توسط موتور سیکلت بر روی دانشمند هسته‌ای ایران، مسعود علی محمدی انجام شد، صحیح بوده‌است. مقامات اطلاعاتی غربی کشور ثالثی را عامل لو دادن این تیم اعلام کردند.»
کمی بعدتر، مازیار ابراهیمی نیز در مستندی تلویزیونی که در آن جمالی فشی نیز حضور داشت، نقش خودش را به عنوان عضو تیم ترور علی محمدی تأیید کرد. در سال ۱۳۹۸ مشخص شد که او و دیگر بازداشت شدگان بی گناه بوده‌اند و زیر شکنجه این اعترافات را انجام داده‌اند.
دو مقام ارشد دولتی در آمریکا به شبکه «ان بی سی» گفته‌اند ترور دانشمندان ایرانی با حمایت و طراحی موساد سازمان اطلاعات اسرائیل و توسط سازمان مجاهدین خلق اجرا می‌شود. این مقام‌ها که نخواسته‌اند نامشان فاش شود، گفته‌اند دولت آقای اوباما از این مسئله با خبر است اما تأکید کرده‌اند آمریکا نقشی در این ترورها نداشته‌است.
رونن برگمن در کتاب برخیز و اول او را بکش می‌نویسد پس از آنکه آریل شارون داگان را به عنوان ریاست موساد منتصب کرد او را مسوول برهم زدن برنامه هسته‌ای ایران قرارداد، چرا که از دید هر دوی آنها یک تهدید علیه اسرائیل محسوب می‌شد. داگان برای به انجام رساندن این مهم به شیوه‌های مختلفی دست زد. دشوارترین و البته کاراترین آنها به اعتقاد داگان شناسایی دانشمندان کلیدی در صنعت موشکی و هسته‌ای و سپس کشتن آنها بود. موساد پانزده تن از این افراد را شناسایی کرد و از بین آنها شش تا را حذف نمود. عملیات حذف بیشتر اوقات در هنگام صبح که در راه رفتن به سر کار بودند بوسیله بمبهای سریع‌الانفجاری که توسط یک موتور سیکلت‌سوار به خودروی آنها می‌چسبیدند انجام می‌شد. این عملیاتها و بسیاری دیگر که توسط موساد کلید زده شده و در بعضی اوقات با همکاری ایالات متحده انجام می‌شدند همگی موفقیت‌آمیز بودند.